# Herrenberg
Herrenberg  er en by midt i den tyske delstat Baden-Württemberg, cirka 30 km sydvest for Stuttgart. Den er den fjerdestørste by i Landkreises Böblingen og er centerby for de omliggende kommuner.
Herrenberg har sammen med Deckenpfronn og Nufringen et Verwaltungsgemeinschaft.

## Geografi
Herrenberg ligger ved foden af Schlossbergs, der er udløbere af Schönbuchs i Korngäu og Obere Gäu. I den vestlige del af byens område har floden Ammer (en lille biflod til Neckar) sit udspring. Stiftskiren Herrenberg ligger i en højde af 442 moh. og udsigtspunktet ved ruinen af Schloss Herrenberg ligger i 522 meters højde .

### Nabokommuner
Følgende byer og kommuner grænser til Herrenberg. (med uret, fra nord):

Deckenpfronn, Gärtringen, Nufringen, Hildrizhausen og Altdorf (alle Landkreis Böblingen), Ammerbuch (Landkreis Tübingen), Gäufelden og Jettingen (begge i Landkreis Böblingen) samt Wildberg i Landkreis Calw.

### Inddeling
Til Herrenberg hører ud over hovedbyen syv landsbyer Affstätt, Gültstein, Haslach, Kayh, Kuppingen, Mönchberg og Oberjesingen. De var indtil 1960erne og 1970erne selvstændige kommuner.

### Trafik
Byen ligger ved motorvejen A 81 Würzburg–Stuttgart–Singen (Hohentwiel) og nås ved frakørslerne Herrenberg og Gärtringen. Hovedvejene (Bundesstraße) B 14 (Stuttgart–Stockach) og B 28 (Kehl–Ulm) går gennem Herrenberg. B 296 fra Bad Wildbad og Calw ender her.
Herrenberg har en station på jernbanen Gäubahn Stuttgart–Singen og har ekspresforbindelse med Singen Stuttgart Freudenstadt/Rottweil. Samtidig er Herrenberg endestation for linje S1 (Plochingen–Stuttgart–Herrenberg) på S-Bahnnet Stuttgart.
I 1999 blev driften på Ammertalbahn, en jernbane til Tübingen, genoptaget.

## Kultur og seværdigheder
Herrenberg ligger på regionalstrækningen Neckar-Schwarzwald og Bodensee af turistruten Deutschen Fachwerkstraße (Tyske bindingsværksrute) med mange seværdigheder.

### Museer
Stiftskirken i Herrenberg er der et klokkemuseum, og i et tidligere frugtlager er der et bymuseum.

## Literatur
- Württembergisches Städtebuch; Band IV Teilband Baden-Württemberg Band 2 aus "Deutsches Städtebuch. Handbuch städtischer Geschichte – Im Auftrage der Arbeitsgemeinschaft der historischen Kommissionen und mit Unterstützung des Deutschen Städtetages, des Deutschen Städtebundes und des Deutschen Gemeindetages, hrsg. von Erich Keyser, Stuttgart, 1961